# Montelaterone
Montelaterone est une frazione située sur la commune de Arcidosso, province de Grosseto, en Toscane, Italie. 

## Description
Le hameau est un village médiéval situé sur la crête d'une colline proche du mont Amiata.
Au moment du recensement de 2001 sa population était de 283 habitants.

## Histoire
La ville a été construite peu après l'an mil comme possession de l'abbaye de San Salvatore au mont Amiata, puis est passée sous contrôle siennois dès le début du XIIIe siècle.
La ville est restée sous l'hégémonie de Sienne presque sans interruption jusqu'au milieu du XVIe siècle lorsque, à la suite de la chute définitive de la république de Sienne, elle est devenue une partie du grand-duché de Toscane, suivant son sort à partir de ce moment. En 1776, elle fut unie à la municipalité d'Arcidosso.

## Monuments
- Les murailles de Montelaterone qui encerclent la vieille ville, datant au XIe siècle. Seuls quelques pans des doubles murailles du village médiéval de Montelaterone sont conservés, dont deux portes d'accès au centre historique
  - La Porta di Mezzo
  - Le Cassero Senese (forteresse en ruines).
- L'église San Clemente (XIVe siècle), de style gothique.
- L'église Madonna della Misericordia (XVIIe siècle), avec des fresques baroques de Francesco Nasini.
- La chapelle Santa Maria a Stiacciaie (XIVe siècle), au pied de la colline.
- L'église Santa Maria a Lamula (IXe siècle), ancienne église située sur la route reliant Montelaterone à Arcidosso, qui a été construite dans le style roman, avec trois nefs ; elle est liée à une légende qui dit qu'une mule s'agenouilla devant la porte, laissant l'empreinte de son genou.
- Le Palazzo Pretorio, construit au cours du XIIIe siècle, reconnaissable pour les armoiries des podestà sur la façade, datant de la période de la Renaissance.